# Horní Benešov
Horní Benešov (Benešov fino al 1926, in tedesco Bennisch) è una città ceca del distretto di Bruntál, nella regione di Moravia-Slesia.